# Pevnost (Krkonoše)
Pevnost (německy Festungshübel) je hora v Krkonoších na jižním výběžku Slezského hřbetu směrem od Dívčích kamenů, 3 km severně od Špindlerova Mlýna a 500 m jižně od Davidových Bud.

## Vrchol
Vrcholová část je porostlá převážně smrkovým lesem, místy paseky a louky. Přímo na vrcholu se tyčí několik žulových skalisek, až 7 m vysokých, ze kterých jsou výborné kruhové výhledy:
- sever: Slezský hřbet (Vysoké kolo, Mužské kameny, Dívčí kameny) a Špindlerovka
- východ: Malý Šišák, údolí Bílého Labe, Kozí hřbety a za nimi Sněžka
- jih: Špindlerův Mlýn
- západ: Medvědín, Zlaté návrší, Labský důl a nad ním Labská bouda

## Přístup
Přímo na vrchol nevede žádná značená cesta. Nejjednodušší přístup vede po žluté turistické značce ze Špindlerova Mlýna přes rozcestí Dívčí lávky a dále na Davidovy Boudy. Před nimi odbočuje doleva silnice ke Slunečné boudě, před kterou po 100 m odbočuje opět doleva široká lesní cesta, která po 350 m dojde přímo k vrcholovým skalám. Od Dívčích lávek až na vrchol je to asi 2,5 km.
Pevnost leží ve III. zóně KRNAP, tj. bez omezení přístupu. Díky tomu lze využít i lesní cesty a průseky na jihovýchodním svahu a výstup o asi 1 km zkrátit.